# Аржентинови
Аржентиновите (Argentinidae) са семейство актиноптери от разред Аржентинообразни (Argentiniformes).
Таксонът е описан за пръв път от Шарл Люсиен Бонапарт през 1846 година.

## Родове
- Argentina
- Glossanodon